# 楢原良一郎
楢原 良一郎（ならはら りょういちろう、1900年3月1日 - 1976年5月22日）は、日本の経営者。東京都出身。

## 経歴
1923年に京都帝国大学法学部を卒業し、同年に古河電気工業に入社。1943年に古河鉱業に転じ、1949年に取締役に就任し、1953年に常務、1958年に専務、1961年に副社長を経て、同年11月には社長に就任。1971年2月に会長に就任。
1963年に日本鉱業協会会長に就任し、藍綬褒章を受章し、1970年4月に勲二等旭日重光章を受章。
1976年5月22日肝硬変のために死去。76歳没。